# Mug

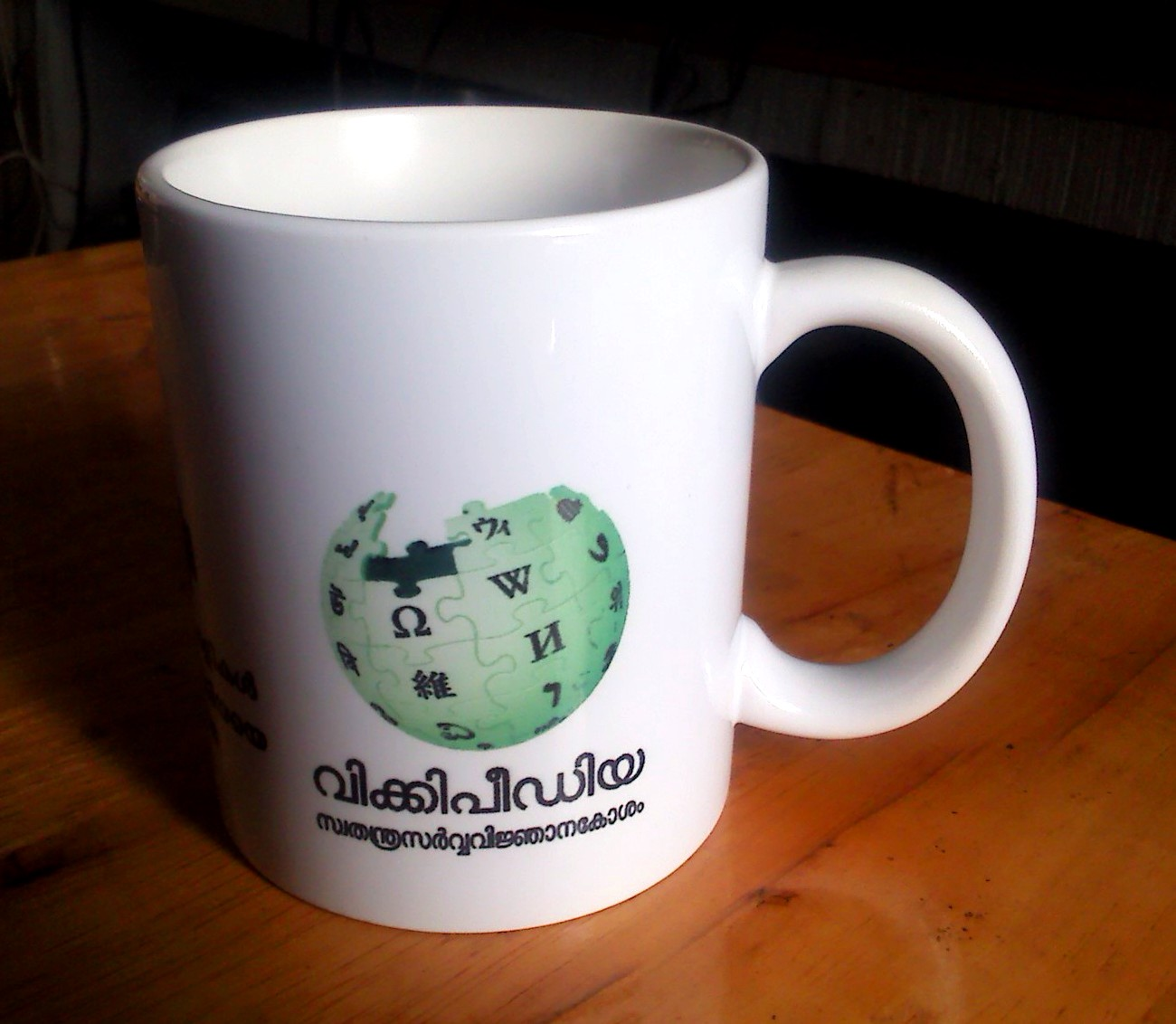
Una mug con il logo di Wikipedia

La mug (termine inglese; AFI: [mʌɡ]) è un tipo di grossa tazza di forma cilindrica di derivazione anglosassone. È caratterizzato da buona capienza, base circolare, pareti verticali e un manico ad ansa. La proporzione della mug è verticale, in alcuni casi molto alta rispetto alla base. Si usa per servire bevande calde come tè, cioccolata o caffè all'americana. La mug è un pezzo singolo, non fa parte dei «servizi», non è corredato di piattino. Il materiale più comunemente usato è la ceramica o la porcellana, anche se ce ne sono in vetro, plastica o metallo. È un modello di tazza usato per la pubblicità e i souvenir, per la forma facilmente stampabile e per la possibilità di usi alternativi come portamatite o portaspazzolini.

## Stoccaggio

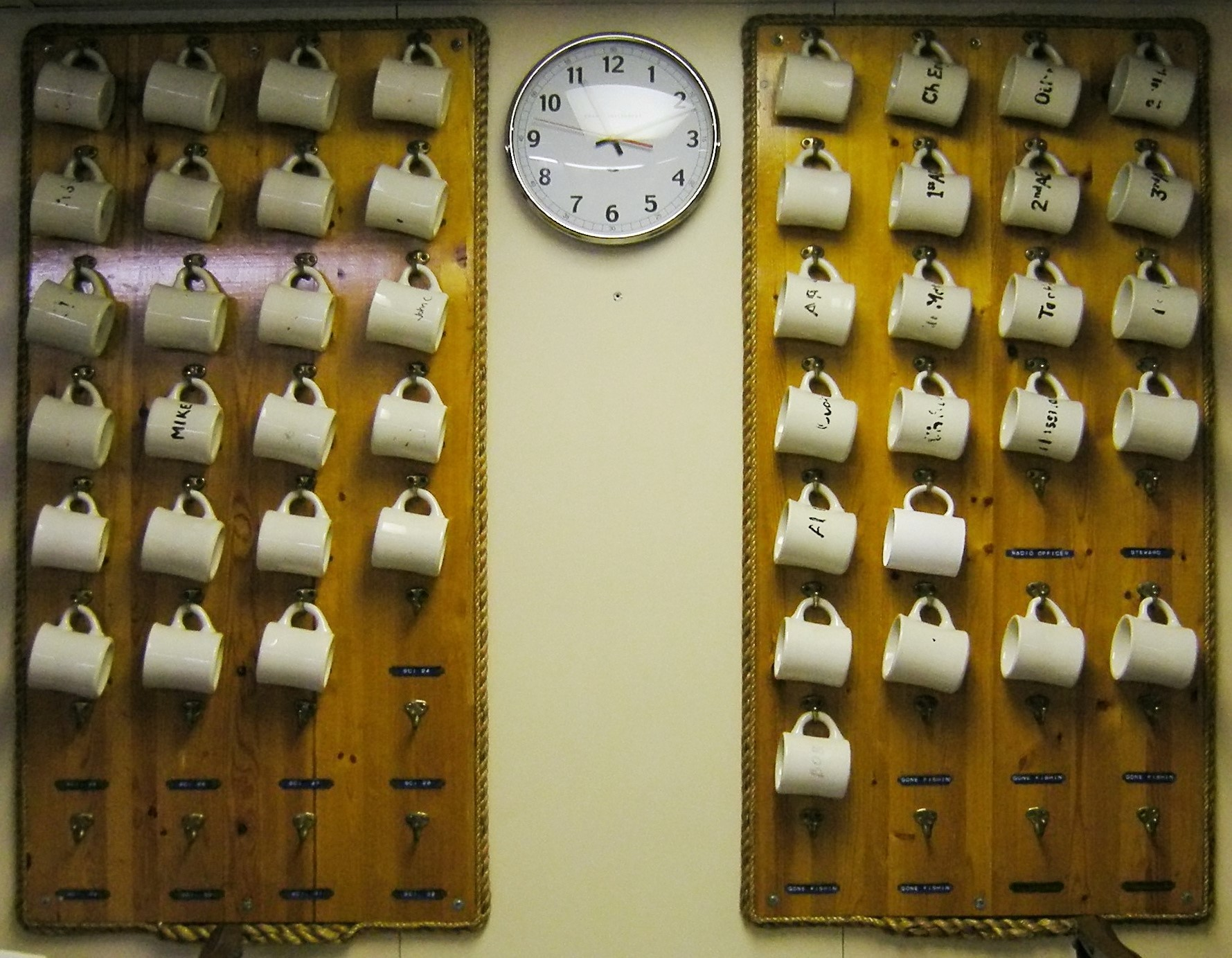
Porta-mug in una nave

Non essendo impilabile viene tradizionalmente stoccata su appositi «porta-mug», appenditazze costituiti da un fondo di legno con pioli o ganci per appendere le tazze.

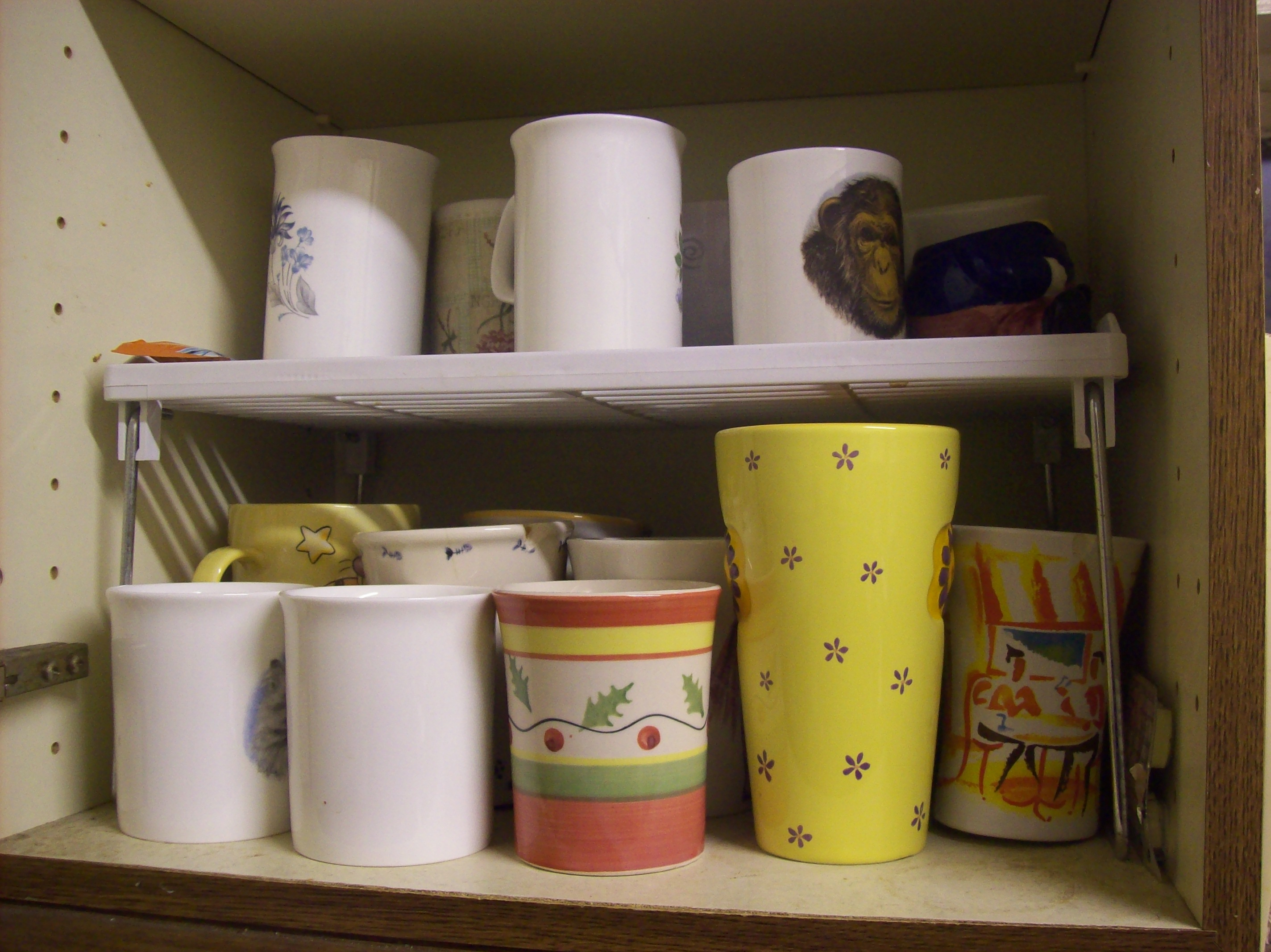
Ripiano porta-mug in un armadio

Un sistema più moderno è il ripiano porta-mug, che raddoppia la superficie d'appoggio in un armadio, come quello mostrato nella fotografia.